# Художественно-графический факультет Курского государственного университета
Худо́жественно-графи́ческий факульте́т Ку́рского госуда́рственного университе́та (в 1947—1960 гг. Ку́рское худо́жественно-графи́ческое педагогическое учи́лище) — один из старейших художественно-графических факультетов России.

## Общие сведения
Курское художественно-графическое училище было открыто в Курске 1 сентября 1947 года как среднее специальное учебное заведение, готовившее учителей рисования и черчения для средних школ. В 1960 году для училища было построено новое специальное здание на улице Блинова и 11 сентября 1960 года училище было преобразовано в художественно-графический факультет Курского государственного педагогического института. Выпускники факультета с этого времени стали получать высшее образование.
Один из старейших (наряду с Московским и Санкт-Петербургским) художественно-графических факультетов России. 
На факультете учатся свыше 600 студентов очной и заочной форм обучения.
Количество преподавателей — 85, в том числе 13 профессоров и докторов наук, более 50 кандидатов наук и доцентов, 1 Народный художник России, 4 Заслуженных художника России, более 45 членов творческих союзов художников, дизайнеров, архитекторов.
За годы существования факультета подготовлено 4500 специалистов.

### Кафедры

#### Кафедра архитектуры
Заведующий кафедрой: Иван Львович Брагин

#### Кафедра рисунка и живописи
Заведующий кафедрой: Виктор Иванович Жилин

#### Кафедра дизайна
Заведующий кафедрой: Глюдза Ирина Николаевна

#### Кафедра промышленного и гражданского строительства
Заведующий кафедрой: Сергей Иванович Меркулов

## История
Открытие факультета совпало с общей тенденцией конца 50-х и начала 60-х годов в системе народного образования Советской России, направленной на усиление роли эстетического и трудового воспитания в средней общеобразовательной школе, был дан зеленый свет на подготовку высококвалифицированных кадров по изобразительному искусству, черчению и труду в областных педагогических институтах. Для решения поставленной задачи в городах России было открыто более десятка художественно-графических факультетов. 
Предыстория Курского худграфа относится к послевоенному 1947 году, когда по инициативе известного Курского художника-педагога – ученика И.Е. Репина и П.П. Чистякова, выпускника Российской императорской академии художеств П.К. Лихина было открыто в Курске художественно-графическое педагогическое училище.
Для этих целей было построено новое здание, создана библиотека по изобразительному искусству, закуплены слепки с античных скульптур больших и малых форм, собран для учебных постановок богатейший натюрмортный фонд, приобретены для работы мольберты, подиумы, софиты и другой учебный инвентарь.
Из разных художественных учебных заведений страны были приглашены на педагогическую работу молодые выпускники, как оказалось впоследствии, преданные не только искусству, но педагогической деятельности.
Именно в училище сложился преподавательский коллектив профессионалов, заложивших глубокие творческие и педагогические традиции Курской художественной школы, впоследствии унаследованные художественно-графическим факультетом. Изначальное формирование художественно-графического факультета на традициях предшественника позволило ему успешно, динамично развиваться и войти в единый ряд ведущих факультетов в подготовке будущих художников-педагогов и других специалистов.
Первым деканом факультета стал Зарытовский Борис Александрович, возглавлявший его на протяжении четырех лет. В последующие годы деканами факультета были: И.П. Щербаков (1964-1965), А.Ф. Балабин (1965-1969),   С.М. Быков    (1969-1971),    Н.С. Степанов   (1971-1996),  А.П. Бредихин (1996-2005), В.И. Жилин (с 2005-2016),  А.П. Бредихин (2016 - по настоящее время)
Исполняющим обязанности заведующего кафедрой изобразительного искусства был назначен И.П. Щербаков. В 1961 году был объявлен конкурс на замещение вакантной должности заведующего кафедрой изобразительного искусства, на которую был избран известный курский архитектор, член Союза архитекторов России Власенко Николай Степанович. Первыми преподавателями факультета были: Н.П. Щербаков, Г.В. Лоленко, А.Ф. Балабин, Н.Я. Николаева, А.В. Анохина. С ростом числа курсов   на   факультете   увеличивается   штат   преподавателей, постепенно   из    училища    переведены   А.М. Наумов,   Ф.П.  Трегуб,  Л.И.  Кожетев,  В.Н. Проскурина,   А.В. Землин,  Н.Я Пекарский,              П.Ф. Абрамов.
В 1962 году на факультете была создана вторая кафедра – кафедра общетехнических дисциплин. Ее первым заведующим становится Чуйков Александр Степанович. Вместе с ним на кафедре работают С.М. Быков, А.М. и Н.Я Пискловы, В.И. Анохина (Синякова), Д.М. Алексопольский, И.П. Киреев, Л.И. Сорокина, С.И. Брынцева.
Факультет жил и динамично развивался, усложнялись задачи кафедр, рос количественный и качественный состав преподавателей. В 1963-1965 годах в педагогический коллектив факультета вливаются молодые художники-педагоги, выпускники Харьковского государственного художественного института Е.М. Зайцев, А.В. Влазнев, Л.И. Руднев, В.И. Ерофеев,  Н.М.  Моршалков,  которые  в учебно-методическую деятельность факультета вносят активную творческую направленность. Своей творческой активностью они заражали студентов. Участие молодых преподавателей в художественных зональных выставках «Край Чернозёмный», республиканских, всесоюзных становится заметным явлением в художественной жизни Чернозёмного края и России.
В 1964 году на факультет из аспирантуры возвратилась А.В. Анохина. Она стала первым кандидатом искусствоведения на факультете и г. Курске. Подготовка студентов велась на высоком профессиональном уровне, подтверждением тому стали итоги первого выпуска художественно-графического факультета.
В 1965 году на защите дипломных работ студенты-выпускники показали такой широкий спектр теоретических знаний, практических умений, что казалось все это несовместимо на одном факультете. Среди дипломных проектов первого выпуска представлялись на защиту живописные и графические работы, скульптурные и декоративные композиции, разработки различных технических устройств и даже действующая модель «Автомобиль на воздушной подушке». Выставка дипломных работ первого выпуска вызвала большой интерес у студентов, специалистов и общественности г. Курска. В дальнейшем отчетные выставки дипломных работ стали ежегодными и вошли в традицию художественной жизни факультета, университета и города.
В 1964 году факультет возглавил И.П. Щербаков – художник-график по специальности. При его активном участии на художественно-графическом факультете создается графическая мастерская. Под руководством заведующего кафедрой Н.С. Власенко студентами первого курса были проведены большие подготовительные ремонтные работы. Затем завезены и установлены: пресс для печати линогравюр, офортный и литографские станки. Были приобретены литографские камни, медные и цинковые пластины, инструменты, литографские краски и другие графические материалы. В графической мастерской под руководством профессионалов-графиков, И.П. Щербакова, Н.И. Моршалкова студенты изучают и осваивают различные техники печатной графики, что способствовало профессиональному развитию графического искусства в Курском регионе.
История факультета середины 60-х годов интересна участием студентов в строительных отрядах. По призыву комсомола многие студенты худграфа в составе сводного строительного отряда Курского государственного педагогического института несколько лет выезжали на целинные стройки Казахстана. Только в течение лета 1965 года в Актюбинской области Казахстана, начиная с нулевого цикла, студентами Курского государственного пединститута было построено 10 двухквартирных домов и сдана под ключ районная Хобдинская больница. Лучшие студенты были отмечены Почетными грамотами руководства Хобдинского района Казахстана и Ректоратом Курского госпединститута.
Начиная с 1965 года, на протяжении четырех лет факультет возглавляет А.Ф. Балабин. В этот период активно развивается творческая и выставочная деятельность преподавателей и студентов. Участие преподавателей в крупных Всероссийских и Всесоюзных художественных выставках, успешное проведение педагогических и пленэрных практик поднимают авторитет художественно-графического факультета, повышают качественный уровень подготовки студентов. Кафедра общетехнических дисциплин в обучении и учебно-методической деятельности все больше стала принимать уклон в сторону «художественного труда». В обработке дерева, металла преподаватели в работе со студентами все больше внимания уделяют изучению резьбы по дереву, декоративной чеканке, маркетри, гальванопластике. В учебные планы кафедры входят дисциплины декоративно-прикладного искусства.
С весны 1969 года факультет возглавил С.М. Быков. В эти годы идет повышение качества учебно-методической работы на факультете, повышается роль трудовой дисциплины, идет активное развитие студенческого самоуправления.
По инициативе преподавателей художественно-графического факультета в 1968 году в г. Курске в помещении худграфа открывается Детская художественная школа №1 (впоследствии для нее было построено отдельное здание). Директором школы становится старший преподаватель кафедры изобразительного искусства Н.Я. Пекарский. Через несколько лет в Промышленном районе г. Курска начинает функционировать Детская художественная школа №2. В дальнейшем подобные детские художественные учреждения начали работать почти в каждом районном центре Курской области. Организаторами учебного процесса, директорами и преподавателями и этих школ являются выпускники худграфа.
В конце 60-х годов на художественно-графический факультет на преподавательскую работу приглашаются первые выпускники факультета: И.А. Спичак, Б.А. Чиликин, Л.А. Брынцев, которые активно включаются не только в учебную, но и научно-исследовательскую работу. Л.А. Брынцев, И.А. Спичак поступают в аспирантуры столичных вузов и успешно защищают диссертации.
В начале 70-х годов в коллектив факультета вливается второе поколение   выпускников   художественно-графического   факультета:   В.М. Пронина, В.И. Жилин, А.И. Притула, А.З Жиленков, В.Г. Шкалин. Приглашается выпускник Московского государственного пединститута, член Союза художников СССР И.Н. Ронкин. Молодые педагоги с азартом включаются в учебную и методическую работу, активно ведут творческую деятельность, работая в составе различных творческих групп. Особенно успешная деятельность преподавателей была отмечена, когда в 1973 году под руководством Народного художника России В.И. Ерофеева была создана творческая группа (в нее вошли и молодые преподаватели), которая работала в колхозе им. Фрунзе Горшеченского района Курской области. О жизни и труде селян были созданы десятки произведений, которые экспонировались на четвертой зональной художественной выставке «Край Чернозёмный», на пятой  Республиканской  выставке  «Советская Россия»  Всесоюзной художественной выставке «Слава труду». По результатам этих выставок шесть преподавателей факультета стали дипломантами Академии художеств СССР.
С февраля 1971 года деканом факультета избирается кандидат педагогических наук, доцент Николай Сергеевич Степанов. Под его руководством факультет получает новый импульс в своем развитии. Николай Сергеевич активно включается в работу по реконструкции и оформлению интерьеров факультета и пединститута. Оформительские работы активно ведутся в Министерстве просвещения РСФСР, в школах города и области, а также в институтской зоне отдыха – агробиостанции. Активно ведется научно-методическая работа, кафедры факультета проводят большой ряд научно-практических конференций. В этот период факультет активно развивает партнерские связи с вузами России. За достигнутые  успехи  факультетом в 1980 году декан худграфа Н.С. Степанов был награжден Орденом трудового Красного знамени.
В 1976 году в Курской области открывается Железногорское художественное училище. Организаторами учебного процесса в этом художественном училище становятся выпускники художественно-графического факультета. Организаторская миссия по созданию художественных учебных заведений выпала на долю многих выпускников худграфа, выехавших по распределению на работу в разные регионы нашей страны. Таким образом, в Курской области формируется трехступенчатая система художественного образования.
В семидесятые и восьмидесятые годы на художественно-графический факультет приглашается на преподавательскую работу третье поколение выпускников худграфа: Г.А. Панченко, Е.Ф. Кузнецов, Н.П. Меньшиков, В.И. Пшеничников,  А.В. Гавриков,  Д.П. Псурцев,  В.И.  Мартыненко,   В.И.   Татаренков,    А.В.  Широких,   В.М.  Соколинский,   В.Н.  Есипов,   Н.К. Шабанов И.В. Марченко, И.Н. Гуторова, А.В. Ерофеева, В.Ю. Щербакова, Н.А.  Мирзаханова,  Г.А.  Часовских,  М.С.  Золотых,  В.Г. Филиппов Д.А. Шпитальник, Л.С. Мазикина, В.Ф. Хохлов.
В 1975 году кафедра изобразительного искусства разделилась на две самостоятельные кафедры – кафедру рисунка под руководством доцента Н.С. Власенко и кафедру живописи, которую возглавил кандидат педагогических наук, доцент Л.А. Брынцев – ныне профессор кафедры живописи, член Союза художников России, действительный член Международной академии наук педагогического образования. Коллективам новых кафедр предстояло решать большой ряд задач учебного, научно-методического, творческого, организационного, воспитательного характера на более высоком уровне, исходя из современных требований подготовки художника-педагога.
Наряду с традиционными задачами совершенствования учебного и воспитательного процесса, принципиально важно было выработать стратегию развития кафедр, подготовку преподавателей высшей квалификации через аспирантуру и повышение профессионального мастерства, через творческие дачи Союза художников, творческие группы, стажировки при Курской организации Союза художников России.
Сочетание творческой деятельности, научно-исследовательской работы, как двух принципиально важных составляющих в деятельности преподавателей кафедры живописи и рисунка, положительно сказалось на учебно-воспитательном процессе.
Только кафедрой живописи, начиная с момента ее образования, были подготовлены и проведены защиты более 1200 дипломных работ. Многие выпускники кафедры заявили о себе как зрелые специалисты-профессионалы.
В 1976 году кафедра общетехнических дисциплин была преобразована в две кафедры – кафедру черчения и начертательной геометрии под руководством доцента А.С. Чуйкова и кафедру труда и прикладного искусства, которую возглавлял кандидат искусствоведения, доцент И.А. Спичак – ныне профессор кафедры художественного проектирования интерьеров и декоративно-прикладного искусства.
Кафедра черчения  и начертательной геометрии внесла большой вклад в подготовку высококвалифицированных учителей черчения и начертательной геометрии в Курской области. За время функционирования кафедры педагогическим коллективом были разработаны десятки научно-исследовательских и учебно-методических работ, которые были внедрены в практику преподавания черчения в школе.
В 2004 году кафедра черчения и начертательной геометрии была преобразована в кафедру технической графики,   которую возглавил кандидат технических наук, доцент Е.С. Романов и бессменно руководил до 2009 года – года до ее слияния с кафедрой архитектуры.
Под руководством  Е.С. Романова преподавателями кафедры было издано более 70 научно исследовательских и учебно-методических работ как по проблемам преподавания графических дисциплин в школе, так и по техническим направлениям. Так, например, внедрена х/д научно исследовательская работа «Совершенствование проектирования и технологии изготовления штампов с повышенной износостойкостью» (руководитель темы Романов Е.С.) на заводе КЗПА г. Курска, благодаря чему стойкость инструмента повысилась в 2 раза.
Кафедра труда и декоративно-прикладного искусства динамично развивалась и за 20-летний период претерпела глубокие изменения по своему составу, названию и содержанию.
С 1993 года, в связи с новыми требованиями времени, кафедра была переименована в кафедру дизайна. Студентов стали обучать художественному конструированию предметов быта и объектов школьного оборудования, конструированию одежды, оформлению интерьеров и экстерьеров. На кафедре была разработана методика дифференцированного обучения юношей и девушек по художественной обработке различных материалов. Для юношей была разработана программа и методика работы по художественной обработке дерева, металла и других материалов, а для девушек вводятся спецкурсы по художественной обработке текстиля, моделированию одежды, декоративной росписи по тканям   и дереву.
На кафедре велась научная работа по изучению и возрождению народных промыслов Курской области: по Кожлянской глиняной игрушке, Суджанскому ковроделию, Курской вышивке, народному костюму. Неоднократно работы студентов, выполненные под руководством преподавателей кафедры, экспонировались на различных выставках, в том числе на всероссийских выставках в Центральных выставочных залах Москвы. С марта 2000 года кафедру возглавил Бредихин А.П.
В сентябре 1996 года на худграфе была создана кафедра теории и методики преподавания изобразительного искусства, которую возглавил доктор педагогических наук, профессор, член Союза художников и  дизайнеров России Н.К. Шабанов. Под его руководством с 1997 года при кафедре успешно работает  аспирантура по специальности 130002 – теория и методика обучения ИЗО. За годы функционирования аспирантуры подготовлено и защищено более двух десятков диссертаций на соискание степени кандидата педагогических наук, что свидетельствует о высоком потенциале кафедры. С 2007 года при кафедре реализуется программа специализированной подготовки 540702 – магистр художественного образования Изобразительное искусство. Преподаватели кафедры и студенты активно занимаются научно-исследовательской работой, участвуют в международных, Всероссийских, университетских научно-методических и практических конференциях. Педагогами издан большой ряд монографий, учебных пособий, учебников, которые используются в учебном процессе в высших учебных заведениях и школах.
С приходом в 1996 году на должность декана художественно-графического факультета А.П. Бредихина, стала формироваться новая концепция развития худграфа как многопрофильного учебного заведения. Учитывая потребность региона в профессиях дизайнеров, архитекторов, художников новых квалификаций и направлений, было принято решение об открытии специальностей: дизайна, искусства интерьера, архитектуры, художественного проектирования костюма. Соответственно, продолжалась реализация планов по развитию художественно-педагогического образования для преподавания дисциплин на новые специальности были приглашены лучшие творческие специалисты города. Учебные занятия были обеспечены необходимым  оборудованием, учебно-методическим и наглядным материалом. Расширяется материально-техническая база факультета. В 2000 году худграфу передается дополнительный учебный корпус по ул. Станционной, д.8, в котором проводится капитальный ремонт и реконструкция помещений. Осуществляется ремонт и в основном корпусе факультета пер. Блинова, 3а. Создаются два современных компьютерных класса, необходимых в обучении студентов, устанавливается мультимедийное оборудование. В отдельных помещениях размещаются графическая, скульптурная и керамическая мастерские. Первые выпуски дизайнеров и художников-проектировщиков показали, что они востребованы на рынке труда.
В 2004 году была образована кафедра художественного проектирования интерьеров и декоративно-прикладного искусства, которую возглавил кандидат технических наук, доцент Кофанов М.Т. С момента образования кафедра в своей деятельности ориентируется на практическое освоение методов, средств и приемов комплексного проектирования современных интерьеров. Тематика дипломных проектов формируется на основе реальных архитектурных сооружений с ориентацией на новейшие технологии строительства и отделки интерьеров.
С 2005 года художественно-графический факультет возглавляет Заслуженный художник России, профессор В.И. Жилин. В связи с реформой высшего образования и переходом на европейскую двухуровневую систему подготовки, на художественно-графическом факультете с 2005 года, наряду с педагогической специальностью «Учитель изобразительного искусства» сроком обучения 5 лет, осуществляется обучение по направлению «Художественное образование профессионально-образовательный профиль подготовки изобразительное искусство» (бакалавр) с 4-летним сроком обучения.
В 2007 году кафедра Дизайна преобразуется в две кафедры: кафедру Графического дизайна, которую возглавил кандидат педагогических наук, доцент А.П. Бредихин и кафедру художественного проектирования костюма  под  руководством  кандидата педагогических  наук, доцента  И.В. Марченко. Кафедра ХПК ведет обучение дизайнеров одежды и стилистов основам проектирования и конструирования одежда различного назначения для женщин, мужчин, детей, созданию авторских коллекций, владению графическими средствами для иллюстрирования творческих замыслов. Перспективы творческого роста студентов и преподавателей кафедры связаны с совместными творческими проектами, в которых задействованы различные виды искусства. Студенты под руководством преподавателей участвуют в зрелищных акциях – шоу, конкурсах, выставках и показах моды молодых дизайнеров. Таких, например, как международный конкурс «Губернский стиль», «Русский силуэт».
Что касается кафедры Графического дизайна, то студенты и преподаватели этой специальности активно участвуют в оформлении университета, осуществляют всевозможные рекламные акции, разрабатывают фирменные стили для разных учреждений и организаций, оформляют книги, создают афиши для проводимых в университете и городе мероприятий. Ведут большую выставочную деятельность, участвуя в международных, всероссийских выставках и конкурсах. С 2009 года при кафедре реализуется программа по направлению 070600 Дизайн, программа специализированной подготовки 530401М Графический дизайн. Сегодня целью кафедры является создание научной и творческой школы.
В 2009 году создается кафедра архитектуры, заведующим кафедрой становится член Союза архитекторов России, доцент И.Л. Брагин. Основными направлениями кафедры является базовая профессиональная подготовка архитекторов, научные и методические исследования, проектно-творческие разработки. Кафедра ведет обучение специалистов архитектуры, готовых как к генерированию принципиально новых концептуальных решений, так и к их детальной разработке. Преподаватели кафедры внедряют в учебный процесс методику функционально-композиционного моделирования архитектурных объектов, чтобы выпускники кафедры были способны решать многоплановые профессиональные задачи.
В 2010 году  впервые на ХГФ проведен набор студентов  на 1 курс по направлению подготовки «Строительство» по профилям «Промышленное и гражданское строительство», «Проектирование зданий и сооружений», «Экспертиза и управление недвижимостью».  В этом же году создана кафедра «Промышленное и гражданское строительство», заведующим кафедрой избран доктор технических наук, профессор, член-корреспондент Российской академии архитектуры и строительных наук, Почетный строитель России С. И. Меркулов. На кафедре сформировано научное направление «Обеспечение безопасности строительных объектов на основе инновационных конструктивных и технологических решений». В рамках реализации Курским государственным университетом концепции развития архитектурно-строительного образования создан научно-образовательный центр «Архитектурно-строительное развитие», в котором выполняются актуальные фундаментальные и прикладные научные исследования по направлениям: разработка моделей и методов оценки надежности строительных объектов, научно-практические исследования в области реконструкции зданий и сооружений, разработка методов проектирования эффективных строительных конструкций. Отличительной особенностью подготовки специалистов является тесная связь учебного процесса с проводимыми на кафедре научными исследованиями и практической работой студентов.
На художественно-графическом факультете имеется специализированная библиотека, которая постоянно пополняется учебной литературой по истории искусства, рисунку и живописи, дизайну и архитектуре, художественному проектированию костюма и методике преподавания изобразительного искусства и другим специальностям. Каждая кафедра факультета имеет свой учебно-методический фонд, материалы которого участвуют в учебном процессе и экспонируются на различных выставках.
Особенно ценный и объемный методический фонд сложился на кафедре живописи. Сохранение, комплектование учебно-методического фонда – заслуга  заведующих кафедрой живописи: Л.А. Брынцева, В.И. Ерофеева, В.И. Жилина. Каждый из них стремился сохранить традиции и привнести что-то свое новое, исходя из требования времени. На основе кафедральных коллекций фонда создаются экспозиции тематических, академических, учебно-методических выставок, как внутри факультета, так и за его пределами. Из собраний фонда осуществляется методическая помощь детским художественным и общеобразовательным школам города и области, детским центрам и школам искусств. Художественно-графический факультет стал одним из центров учебно-методической работы в городе.
Большую роль в процессе обучения на художественно-графическом факультете играют практики, которые являются составной частью основных образовательных программ высшего профессионального образования, важным звеном профессиональной подготовки студентов, их максимального приближения к реальным условиям их будущей работы. В ходе практик студенты углубляют и закрепляют теоретические знания, умения, навыки по общепрофессиональным дисциплинам, предметам специальной подготовки. Студенты начинаю постигать и приобретать профессиональные навыки буквально с первого курса. Традицией стало проведение учебных практик первых курсов в окрестностях г. Курска и Курской области. Старшие курсы, как правило, выезжают за пределы Курской области в города: Суздаль, Ростов Великий, Ярославль, Переславль-Залесский, Вологду, Сергиев-Посад, Академическую дачу им. И.Е. Репина в Тверскую губернию. Завершается учебная практика организацией творческой выставки пленэрных работ и итоговой конференции. Важное место в подготовке студентов направления Художественное образование профессионально-образовательного профиля подготовки изобразительное искусство занимают педагогические практики в школе, которые направлены на формирование у студентов основ профессиональной деятельности, овладение умениями самостоятельного ведения воспитательной работы. Студенты-практиканты наряду с проведением уроков, принимают участие в оформительской деятельности школы, организуют свои персональные художественные выставки и экспозиции работ детского творчества, участвуют в работе предметных семинаров, занимаются методической и научно-исследовательской работой.
За годы деятельности факультета подготовлено более 4, 5 тысяч специалистов. Выпускники факультета высоко котируются на рынке труда. Они успешно трудятся в самых разных сферах: образования, науки, дизайна, оформления интерьеров, рекламы, живописи, графики, скульптуры, декоративно-прикладного искусства, искусствоведения.
В разные годы художественно-графический факультет окончили многие ныне известные в России художники и педагоги – это заслуженные учителя России Матяш А.А., Раздобарин В.Н., Заслуженные художники РФ, профессора: Шпаковский В. Е., Шкалин В.Г., Жилин В.И., Лавров А.Н., Заслуженные художники РФ Дмитриенко В.Т., Кизилов В.А., доктора педагогических наук, профессора Шабановы О.П. и Н.К., Кузнецов Е.Ф., Соколинский В.М., доктор культурологии, профессор Арцибашева Т.Н., учился и успешно окончил 2 курса художественно-графического факультета известный скульптор Клыков В.М 

### Изменения названия и уровня образования

#### Среднее специальное учебное заведение
- 1947—1964 — Курское художественно-графическое педагогическое училище

Директор: Заончковский   (?-?)
```
         Наркевич И.А.  (?-?)
         Пекарский Н.Я. (?-?)
```

Завуч:    Нукало А.В.    (?-?)
```
         Наумов А.М.    (?-?)
```

#### Высшее учебное заведение
- 1960—1994 — Художественно-графический факультет Курского государственного педагогического института
- 1994—2003 — Художественно-графический факультет Курского государственного педагогического университета
- С 2003 — Художественно-графический факультет Курского государственного университета

## Деканы
- 1960-1964 — Борис Алексеевич Зарытовский
- 1964-1965 — Иван Петрович Щербаков
- 1965-1969 —      Александр Федорович Балабин
- 1969-1971 —      Сергей Михайлович Быков
- 1971-1996 —      Николай Сергеевич Степанов
- 1996-2005      Анатолий Петрович Бредихин
- 2005-2016 — Виктор Иванович Жилин
- 2016 - по настоящее время —    Анатолий Петрович Бредихин